# تدقيق داخلي

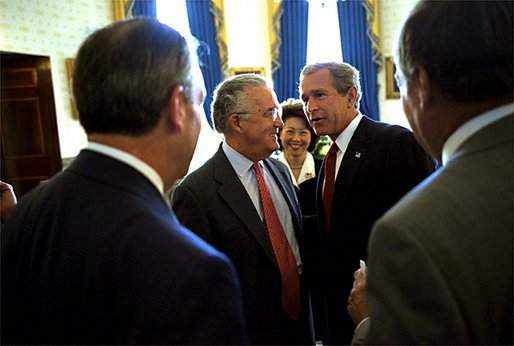
تحرير

التدقيق الداخلي (بالإنجليزية: Internal audit)‏ هو نشاط مستقل، موضوعي، يهدف لتأدية خدمات التوكيد والأنشطة الاستشارية المختلفة وجد لتحسين وإضافة قيمة للعمليات في المؤسسة. وهو يساعد المؤسسة في تحقيق أهدافها يساهم هذا النشاط من خلال اتباع اسلوب منهجي منظّم في تقويم وتحسن فاعلية عمليات إدارة المخاطر والرقابة والحوكمة.
والمدقق الداخلي هو شخص يعمل ضمن قسم التدقيق الداخلي بالمنظمة يقوم بعمليات التدقيق الداخلي ويتحمل مسؤوليتها.حيث إن التدقيق الداخلي هو نوع من الانضباط الإداري الذي تم تطويره (منذ الحرب العالمية الثانية) من نشاط يتركز أساسا على الأمور المالية والمحاسبية إلى أن وصل لكامل المستويات التشغيلية. إن ازدياد حجم اللامركزية بالمنظمات زاد من تعقيد الأنشطة والعمليات مما ولد الحاجة لإيجاد وسائل مراقبة أدت لنمو التدقيق الداخلي.قام المعهد الأمريكي للمدققين الداخليين بترويج لمهنة المدقق الداخلي المعتمد وجعلها مهنية ومتطورة وأوجد أنظمة وقواعد وتعليمات ووضع معايير دولية (standards)لضبط التدقيق والمدققين الداخليين.
ويشمل نطاق التدقيق الداخلي فحص وتقييم مدى كفاية وفعالية أنظمة الرقابة الداخلية بالمنظمة وجودة الأداء عند تأدية الأنشطة المختلفة.

## أهداف أنظمة الرقابة الداخلية
- الاعتمادية وسلامة المعلومات والبيانات.
- التطابق مع السياسات والخطط والإجراءات والقوانين والتعليمات والعقود.
- حماية الأصول.
- الاستخدام الاقتصادي والكفوء للموارد.
- إنجاز وتحقيق الأهداف الموضوعة للعمليات والأنشطة أو البرامج.
- مراقبة الأقسام وآلية العمل فيها والتأكد من عدم وجود أي خطا يسمح بالغش والاحتيال.
- الحصول على رأي فني محايد مستند على أدلة إثبات قوية لمطابقة القوائم المالية التي أعدتها المؤسسة.

## أنواع التدقيق الداخلي
- تدقيق مالي: تحليل الأنشطة الاقتصادية للمنظمة التي تم قياسها بالتقارير المحاسبية.
- التدقيق البيئي.
- تدقيق إداري: مراقبة كافة أقسام المنشأة والتأكد من أن الأفراد يقومون بالأعمال الموكلة إليهم على أكمل وجه وبما يتوافق مع أهداف المنشأة.
- تدقيق تشغيلي: تدقيق يفحص إذا كانت الأعمال التشغيلية الرئيسية ضمن المؤسسة فعالة في تحقيق أهدافها وأنها تعمل بكفاءة واقتصادية.

## وصلات خارجية
- موقع دليل المحاسبين
- المجمع العربي للمحاسبين القانونيين
- الجمعية السعودية للمراجعين الداخليين